# Toxeumorpha minuta
Toxeumorpha minuta är en stekelart som beskrevs av Sureshan och T.C. Narendran 2000. Toxeumorpha minuta ingår i släktet Toxeumorpha och familjen puppglanssteklar. Inga underarter finns listade i Catalogue of Life.